# Тиана Кай
Тиана Кай (на английски: Teanna Kai) е американска порнографска актриса от филипински произход, родена на 25 март 1978 г. в град Манила, Филипините.

## Ранен живот
Самата тя дава две различни версии за произхода си. Първата е че е от смесен филипино-хавайски произход, родена е в Манила и идва в САЩ през 1994 година. Другата версия е, че е виетнамка, родена във Виетнам и нейните родители имигрират в Сингапур, когато тя е на 6-7 години, след което се установяват в Америка.

## Кариера
Нейната кариера започва през 1999 г., когато е на 21 години. Снима се предимно в лесбийски филми. Самата тя се определя като бисексуална.

## Награди и номинации
- 2001: Пентхаус любимец за месец октомври.